# Saranga
Saranga es una ciudad censal situada en el distrito de Dhenkanal en el estado de Odisha (India). Su población es de 6426 habitantes (2011). Se encuentra a 92 km de Cuttack, y a 102 km de Bhubaneswar.

## Demografía
Según el censo de 2011 la población de Saranga era de 6426 habitantes, de los cuales 3573 eran hombres y 2853 eran mujeres. Saranga tiene una tasa media de alfabetización del 92,14%, superior a la media estatal del 72,87%: la alfabetización masculina es del 95,80%, y la alfabetización femenina del 87,55%.